# Eddy Louiss

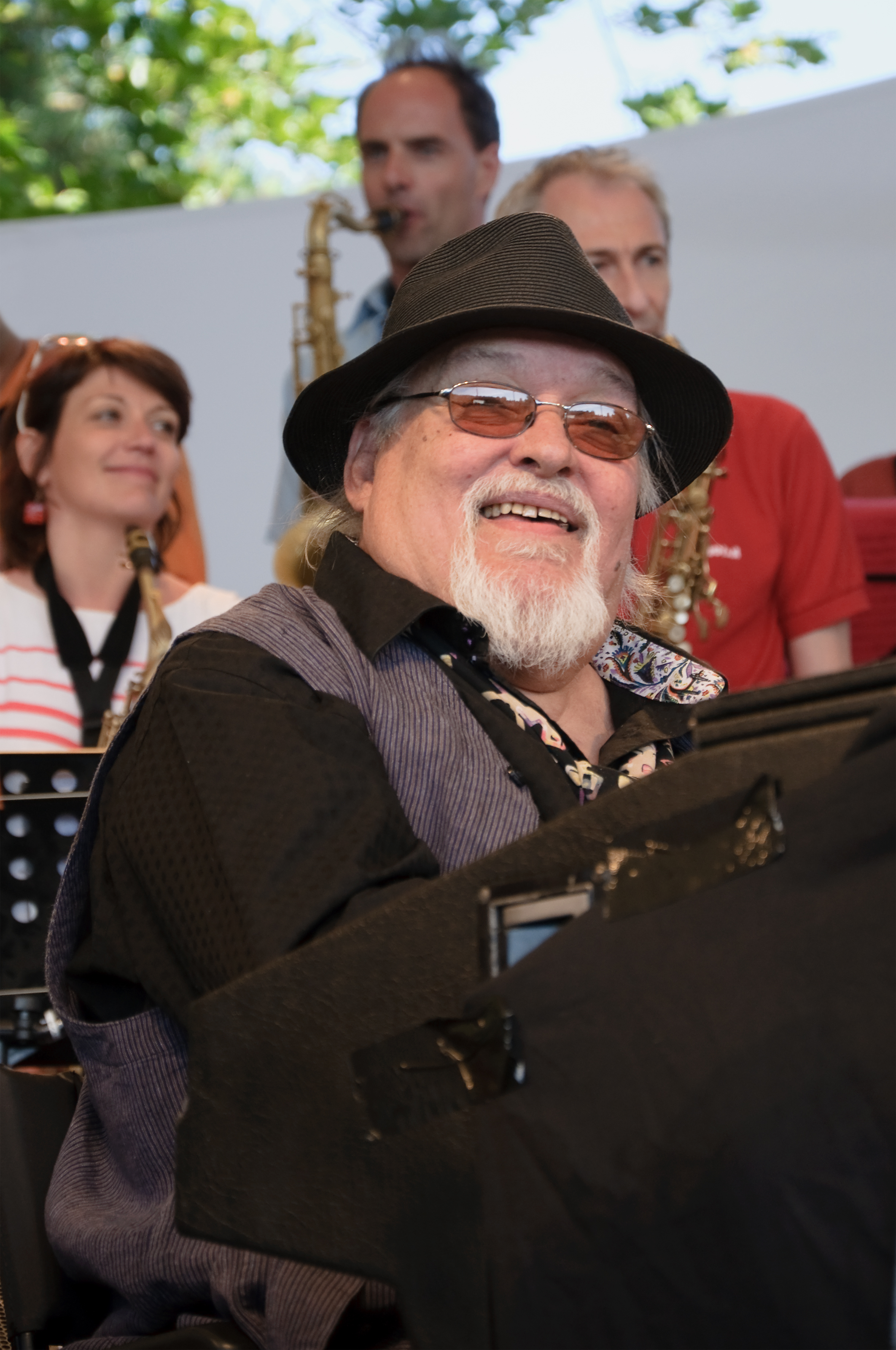
Eddy Louiss, Paris Jazz Festival 2011

Eddy Louiss (* 2. Mai 1941 in Paris als Édouard Louise; † 30. Juni 2015 in Poitiers, Poitou-Charentes) war ein französischer Jazz-Pianist und -Organist. Mit sicherem Gespür konnte er in seinem Orgelspiel rhythmische Spannungsbögen auch über lange Notenwerte hinweg
halten.

## Leben und Wirken
Eddy Louiss stammt aus einer musikalischen Familie: Seine Mutter, eine Pianistin, führte ihn in die klassische Musik ein, sein Vater, ein Trompeter aus Martinique, machte ihn mit der Musik der Karibik und dem Jazz vertraut. Er lernte durch seine Eltern das Trompete- und Klavierspiel und spielte als Jugendlicher in der Band seines Vaters, dann in einer Teenagerband. Er studierte am Pariser Konservatorium und spielte in den 1960er-Jahren nebenbei in verschiedenen Pariser Jazzclubs; als Sänger war er (neben Mimi Perrin, Roger Guérin, Ward Swingle und Christiane Legrand) bis 1963 Mitglied der Gruppe Double Six, die er auf einer Kanada-Tournee auch erstmals auf der Orgel begleitete.
Mitte der 1960er Jahre trat Louiss als Organist mit Johnny Griffin, Art Taylor, Dizzy Gillespie und Stan Getz auf und arbeitete auch als Studiomusiker. Ende der 1960er Jahre gehörte er neben Barney Kessel zum Trio von Kenny Clarke. 1970 konzertierte er in Japan mit Albert Mangelsdorff und John Surman. Auch arbeitete er mit Jean-Claude Naude und mit Stéphane Grappelli zusammen und spielte mit Stan Getz, Gitarrist René Thomas und Schlagzeuger Bernard Lubat das auch vom Repertoire her ungewöhnliche Album Dynasty (1971) ein. Beim Montreux Jazz Festival 1972 trat er mit Lubat und dem Magma-Gitarristen Claude Engel auf.
Nach zweijährigen Studien an der Elfenbeinküste und fast vierjähriger Konzertabstinenz gab Louiss im Dezember 1979 wieder ein Konzert in Paris. In den 1980er Jahren tourte er mit der eigenen Bigband Multicolor Feeling durch Europa. Mitte der 1990er Jahre arbeitete er im Duo mit Michel Petrucciani; 2001 spielte er mit Richard Galliano das Album Face to Face ein.

## Preise und Auszeichnungen
1964 erhielt er den Prix Django Reinhardt. 1968 und 1971 bis 1974 wurde er im Kritikerpoll des Down Beat als der Organist genannt, dessen Talent mehr zu beachten sei; 1971/72, 1974 und 1980 wählten ihn die Leser der internationalen Zeitschrift Jazz Forum zum besten europäischen Organisten.

## Diskografie (Auswahl)
- Trio HLP mit Daniel Humair und Jean-Luc Ponty, 1966
- My Kind of Sabi mit John Surman, Niels-Henning Ørsted Pedersen und Daniel Humair, 1970
- Orgue mit Kenny Clarke, Jimmy Gourley, Guy Pedersen, 1971 (Neuausgabe als Bohemia after Dark bei Emarcy)
- Orgue, Vol. 2, 1972
- Sang mêlé, 1987
- Eddy Louiss/Michel Petrucciani [live], 1994
- Conférence de presse mit Michel Petrucciani, 1994
- Conférence de presse, Vol. 2, 1995
- Floméla mit Marc Bertaux, Tony Bonfils, Steve Ferrone, Bob Garcia, Jo Maka, Luigi Trussardi, Jean-Louis Viale, 1996
- Eddy Louiss Trio mit Kenny Clarke, René Thomas, 1997
- Louissiana, 2000
- Multicolor Feeling Fanfare, 2000
- WéBé, 2000
- Récit proche mit Xavier Cobo, Jean-Marie Ecay, Paco Séry, 2001
- Face to Face mit Richard Galliano, 2002
- Ô Toulouse … Hommage à Claude, 2006

## Lexigraphische Einträge
- Leonard Feather, Ira Gitler: The Biographical Encyclopedia of Jazz. Oxford University Press, New York 1999, ISBN 0-19-532000-X.
- Martin Kunzler: Jazz-Lexikon. Band 1: A–L (= rororo-Sachbuch. Bd. 16512). 2. Auflage. Rowohlt, Reinbek bei Hamburg 2004, ISBN 3-499-16512-0.